# Isak Johan Quensel
Isak Johan Quensel, född den 21 december 1776 i Ausås socken, död den 13 november 1837 i Nederkalix socken, var en svensk ämbetsman. Han var son till Jacob Quensel.
Quensel blev student vid Lunds universitet 1790 och promoverades 1796 till filosofie magister där. Han avlade hovrättsexamen och bergsexamen 1797 samt blev auskultant i Bergskollegium samma år. Quensel utnämndes 1802 till bergmästare i Västerbottens bergmästardöme, som innefattade nuvarande Västerbottens och Norrbottens län. I Nederkalix köpte han 1807 köpte Törefors bruk, som hade anlagts av Samuel Gustaf Hermelin. Nära bruket uppförde han gården Johannesro. År 1806 reste Quensel tillsammans med Anders Polheimer på allmänt uppdrag genom Pite lappmark för iakttagelser rörande landets uppodling och studium av Nasafjälls silververk. Quensel åtnjöt tjänstledighet för resor i Ryssland 1810–1811. Han var drivande i planerna på att åter ta upp gruvnäringen i Gällivareområdet, vilket dock inte förverkligades under hans livstid. Åren 1822–1824 var Quensel tillsyningsman över Karl XIV Johans egendomar i Norrbotten, en post som han lämnade när han hamnade i onåd. En bidragande orsak var Quensels delägarskap i gruvföretag som upplevdes konkurrera med kungens. År 1833 beviljades Quensel avsked från sin bergmästartjänst. Han vilar på Nederkalix gamla kyrkogård.